# Bellator 90
 Bellator XC  é um evento de MMA organizado pelo Bellator Fighting Championships, ocorrido no dia 21 de fevereiro de 2013 no Maverick Center em West Valley City, Utah. O evento será transmitido na Spike TV.

## Background
O evento recebeu lutas da Semifinal dos Torneios de Meio Médios de Meio Pesados da Oitava Temporada, além de receber também a Final do Torneio de Penas da Sétima Temporada.